# Віденський Ліс

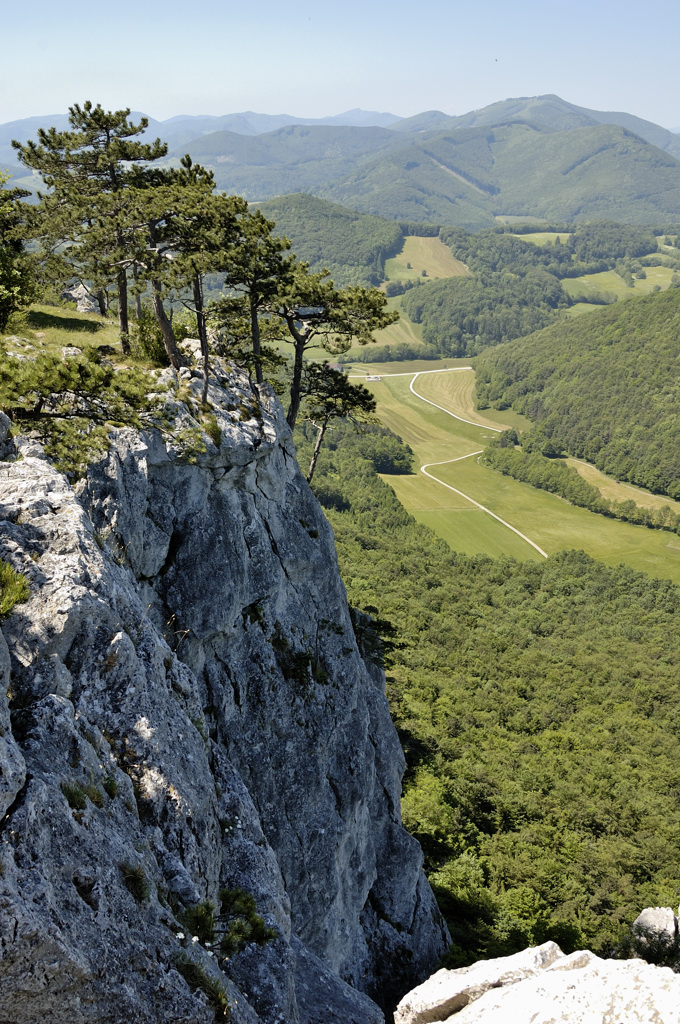
Пайльштайн

Віденський ліс (нім. Wienerwald) — лісисте низькогір'я, що є північно-східним передгір'ям Північних Вапнякових Альп у землях Нижня Австрія та Відень. Регіон має 45 км завдовжки та 20–30 км завширшки. Обмежений з одного боку долиною Дунаю й виноградниками, а з іншого — курортним районом Бадена та Бад-Фослау. Висота до 893 метрів (гора Шопфль). Це чудова природна зона відпочинку — цілий лісовий район з власними містечками та готелями, курортами і термальними джерелами.

## Опис
Віденський ліс має площу 1250 км² лісистої місцевості (від Tullner Feld на півночі, Traisen на заході, Golsen і Triesting на півдні та Wiener Becken на сході).
Віденський ліс також називають «зеленими легенями» Відня. Сьогоденні флора й фауна Віденського лісу — результат геологічного, кліматичного, екологічного та історичного розвитку, що складались мільйони років. Перша відома назва цієї місцевості — кельтське «mons Cetius» — перекладається як «гірський ліс», німецькою — «Bergwald». 2000 років тому її стали називати «St. Pöltner Wald», виходячи з того, що Санкт-Пельтен був першою громадою у цих місцях. Потім пальма першості перейшла до Тульна, й місцевість стала відома як «Tullner Wald». Назва ж, якою користуються нині, з'явилась тисячу років тому.
Віденський ліс — улюблене місце відпочинку жителів Відня.

## Геологія
Гірські хребти Віденського лісу — перехід між Східними Альпами та Карпатами, розділеними Дунаєм і деякими тектонічними формаціями поблизу Відня. Північна область є частиною пісковикової зони Альп, а її південна частина є складовою Північних Вапнякових Альп. На сході межує з Віденським басейном. Буки, дуби і граби ростуть на півночі Віденського лісу; на півдні — хвойні, переважно сосни та ялиці. Також на півдні регіону знаходиться природний парк Ференберге («Соснові гори»).